# Oplooprem

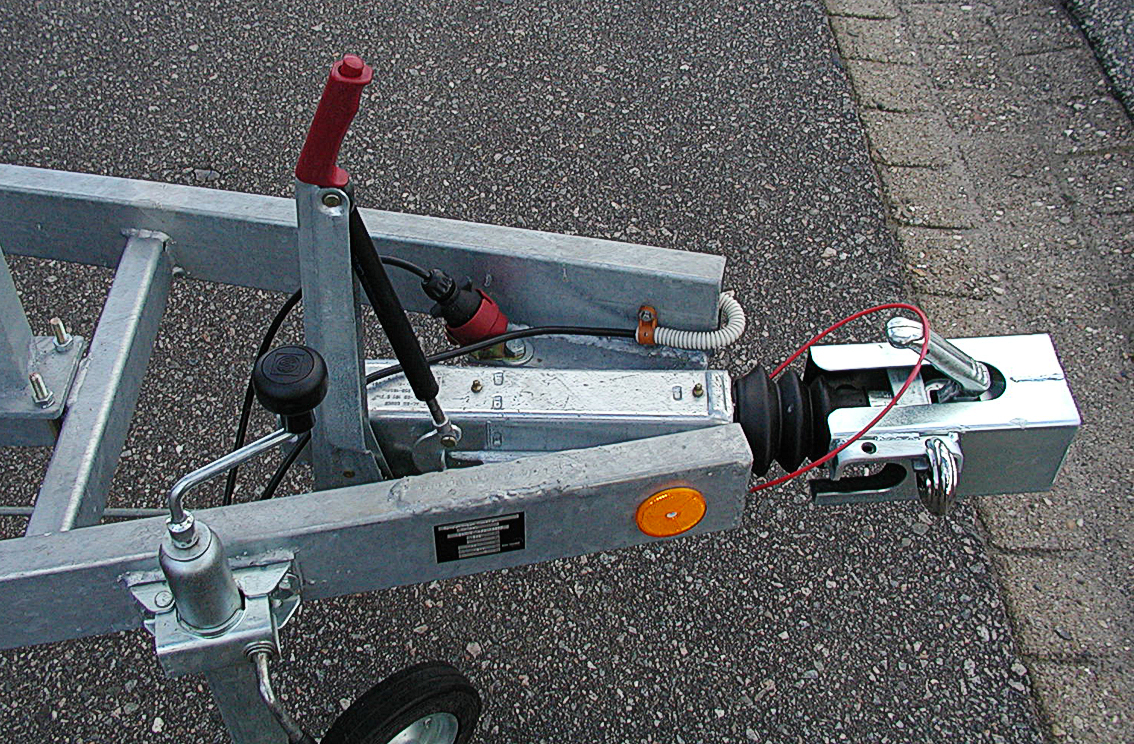
Oplooprem op een aanhangwagen

Een oplooprem is een rem die op een aanhangwagen (bijvoorbeeld een caravan) gemonteerd is en die in werking treedt als er een negatieve trekkracht op de dissel ontstaat. Dit is het geval wanneer de trekkende auto remt, maar ook als de aanhangwagen door een andere oorzaak op de auto inloopt (bijvoorbeeld bij een afdaling). Een mechanische constructie in de dissel zal op dat moment de rem aantrekken. Een oplooprem voorkomt dat de massa van de aanhanger de auto opduwt. Het mechanisme dient regelmatig te worden gecontroleerd en goed te worden afgesteld.

## Achteruit rijden
Doordat bij het achteruit rijden met een aanhanger in dezelfde richting kracht op de dissel komt te staan als bij het remmen van de auto, zal een oplooprem ook bij achteruitrijden in werking treden. Zonder extra voorzieningen zou dit voor problemen zorgen. Afhankelijk van de leeftijd van de oplooprem en as, is dit op een van de twee volgende manieren opgelost.
Vroeger hadden veel oploopremmen een mechaniek waarmee de rem tijdelijk kan worden uitgeschakeld. Men moet dus om achteruit te kunnen rijden, eerst uit de auto stappen en de oplooprem uitschakelen. Daarna moet niet vergeten worden de rem weer in te schakelen.
Tegenwoordig zit hiervoor in de wielrem een mechanisme waardoor de wielen achteruit altijd vrij kunnen draaien. De verschillende merken hebben verschillende mechanismen ontwikkeld die functioneel hetzelfde doen.